# Divizia A 1962-1963
La Divizia A 1962-1963 è stata la 45ª edizione del campionato di calcio rumeno, disputato tra il 19 agosto 1962 e il 14 luglio 1963 e si concluse con la vittoria finale della Dinamo București, al suo terzo titolo.
Capocannoniere del torneo fu Ion Ionescu (Rapid București), con 20 reti.

## Formula
Alle 14 squadre qualificate si aggiunse il Viitorul Bucarest, formato dai giocatori della nazionale under 19 vincitori della UEFA Junior Tournament 1962 che si ritirò durante la pausa invernale. I club disputarono quindi 27 partite e gli ultimi tre furono retrocessi in Divizia B.
Le qualificate alle coppe europee furono tre: la vincente alla coppa dei Campioni 1963-1964, la vincente della coppa di Romania alla coppa delle Coppe 1963-1964 e un'ulteriore squadra alla Coppa delle Fiere 1963-1964.

## Squadre partecipanti
| Club                | Città       | Stadio | Posizione 1961-1962 |
| ------------------- | ----------- | ------ | ------------------- |
| Steaua Bucarest     | Bucarest    |        | 9°                  |
| Minerul Lupeni      | Lupeni      |        | 11°                 |
| Farul Constanța     | Costanza    |        | Divizia B           |
| Rapid Bucarest      | Bucarest    |        | 5°                  |
| Dinamo Bucarest     | Bucarest    |        | Campione di Romania |
| Steagul Roșu Brașov | Brașov      |        | 4°                  |
| UTA Arad            | Arad        |        | 10°                 |
| Știința Timișoara   | Timișoara   |        | 8°                  |
| Dinamo Bacău        | Bacău       |        | 6°                  |
| Știința Cluj        | Cluj Napoca |        | 7°                  |
| Petrolul Ploiești   | Ploiești    |        | 2°                  |
| Progresul București | Bucarest    |        | 3°                  |
| CSMS Iași           | Iași        |        | Divizia B           |
| Crișana Oradea      | Oradea      |        | Divizia B           |
| Viitorul Bucarest   | Bucarest    |        | -                   |

## Classifica finale
|    | Classifica          | G  | V  | N  | P  | GF | GS | Dif | Pt |
| -- | ------------------- | -- | -- | -- | -- | -- | -- | --- | -- |
| 1  | Dinamo București    | 27 | 14 | 9  | 4  | 46 | 25 | +21 | 37 |
| 2  | Steaua București    | 27 | 13 | 8  | 6  | 58 | 42 | +16 | 34 |
| 3  | Știința Timișoara   | 27 | 11 | 7  | 9  | 41 | 39 | +2  | 29 |
| 4  | Știința Cluj        | 27 | 11 | 7  | 9  | 42 | 44 | -4  | 29 |
| 5  | Farul Constanța     | 27 | 12 | 4  | 11 | 48 | 38 | +10 | 28 |
| 6  | Steagul Roșu Brașov | 27 | 12 | 4  | 11 | 48 | 44 | +4  | 28 |
| 7  | Petrolul Ploiești   | 27 | 10 | 7  | 10 | 46 | 30 | +16 | 27 |
| 8  | Rapid București     | 27 | 10 | 7  | 10 | 52 | 46 | +6  | 27 |
| 9  | Progresul București | 27 | 10 | 7  | 10 | 45 | 49 | -4  | 27 |
| 10 | CSMS Iași           | 27 | 8  | 10 | 9  | 44 | 53 | -9  | 26 |
| 11 | UTA Arad            | 27 | 10 | 5  | 12 | 47 | 49 | -2  | 25 |
| 12 | Dinamo Bacău        | 27 | 9  | 5  | 13 | 32 | 42 | -10 | 23 |
| 13 | Crișana Oradea      | 27 | 9  | 5  | 13 | 34 | 47 | -13 | 23 |
| 14 | Minerul Lupeni      | 27 | 4  | 6  | 17 | 24 | 66 | -42 | 14 |
| 15 | Viitorul Bucarest   | 14 | 6  | 3  | 5  | 33 | 26 | +7  | 15 |

### Verdetti
- Dinamo București Campione di Romania 1962-63.
- Dinamo Bacău, Crișana Oradea e Minerul Lupeni retrocesse in Divizia B.
- Viitorul București sciolta.

### Qualificazioni alle Coppe europee
- Coppa dei Campioni 1963-1964: Dinamo București qualificato.